# 叶露昆
叶露昆（1955年—），汉族，中华人民共和国政治人物、第十一届全国政协委员。
加入中国共产党，担任福建省台联副会长、党组成员。2008年，当选第十一届全国政协委员，代表中华全国台湾同胞联谊会，分入第二十四组。